# Tinodes tunisicus
Tinodes tunisicus là một loài Trichoptera trong họ Psychomyiidae. Chúng phân bố ở miền Cổ bắc.